# Justizanstalt Göllersdorf

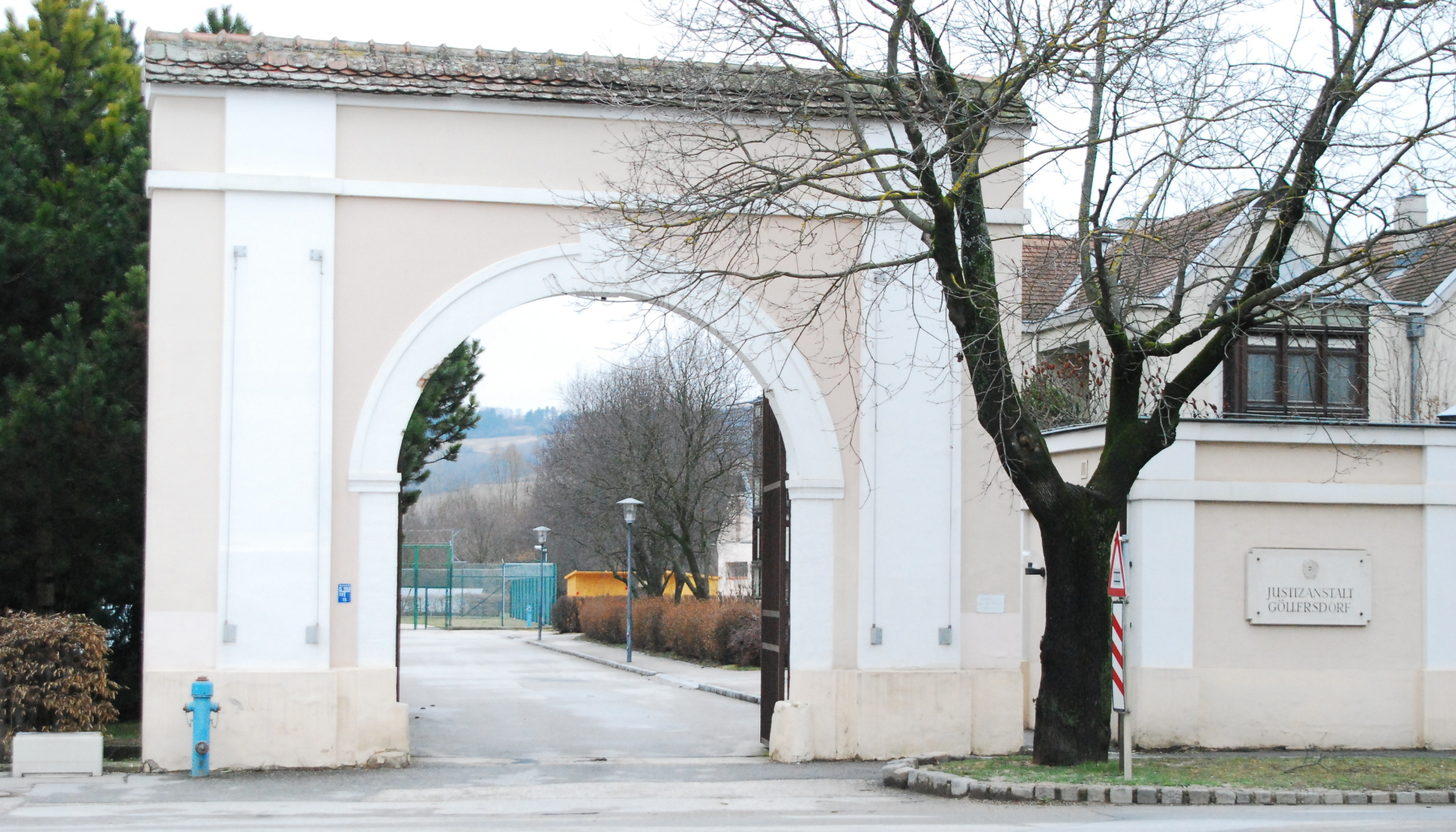
Einfahrtstor der Justizanstalt Göllersdorf

Die Justizanstalt Göllersdorf ist eine Sonderanstalt des österreichischen Strafvollzugswesens. Das Gefängnis liegt im Gemeindegebiet der Gemeinde Göllersdorf in Niederösterreich. Eine besondere Stellung unter den österreichischen Justizanstalten kommt der Einrichtung dadurch zu, dass sie eine designierte Anstalt mit Behandlungsauftrag für nicht zurechnungsfähige, geistig abnorme Rechtsbrecher ist. In diesem Sinne wird in der Justizanstalt Göllersdorf der Maßnahmenvollzug nach § 21 Abs 1 StGB bzw. § 164 StVG vollzogen. 

## Konzeption
Die Anstalt verfügt derzeit über eine Belegungskapazität von 120 Haftplätzen, die wie in psychiatrischen Krankenhäusern in Bettenplätzen angegeben werden. Zu diesen 120 Maßnahmenhäftlingen kommen in der Regel bis zu 29 Strafgefangene, die als „Systemerhalter“ fungieren und Aufgaben wie Küchendienst und Arbeitswesen zugewiesen bekommen. Das Gefängnis wird in sechs Wohnstationen unterteilt, in denen jeweils 20 Betten zur Verfügung stehen. Des Weiteren gibt es eine Intensivstation mit einer Belegsfähigkeit von 17 Betten.
Von den rund 120 untergebrachten Männern saßen per Stichtag 13. März 2009 26 Prozent wegen Körperverletzungen, 19 Prozent wegen Sexualdelikten, 17 Prozent wegen vollendeten oder versuchten Tötungsdelikten, weitere 17 Prozent wegen Eigentumsdelikten, 13 Prozent wegen Brandstiftung und 8 Prozent wegen anderer Delikte wie beispielsweise Nötigung oder gefährlicher Drohung ein.

### Personal
Die ärztliche Aufsicht hat ein leitender Facharzt sowie dessen Vertreter, die beide Vollzeitangestellte der Justizanstalt sind. Dazu kommen noch 4,5 ärztliche Stellenplätze (9 Halbzeitkräfte), 3,5 Psychologen, 3,5 Ergotherapeuten sowie ein Musiktherapeut. Zusätzlich betreuen 4 Sozialarbeiter und 34 Pflegebedienstete die Häftlinge. Anstaltsintern sind weiters 1 Praktischer Arzt, ein Zahnarzt und ein Seelsorger mit Stundenverpflichtung angestellt.
Daneben gibt es noch den Exekutivbereich, der vom Anstaltsleiter und dessen Stellvertreter geführt und von insgesamt 55 Justizwache-Beamten umgesetzt wird. Der Anstaltsleitung stehen zudem 15 Kanzleikräfte zur Verfügung.

## Geschichte

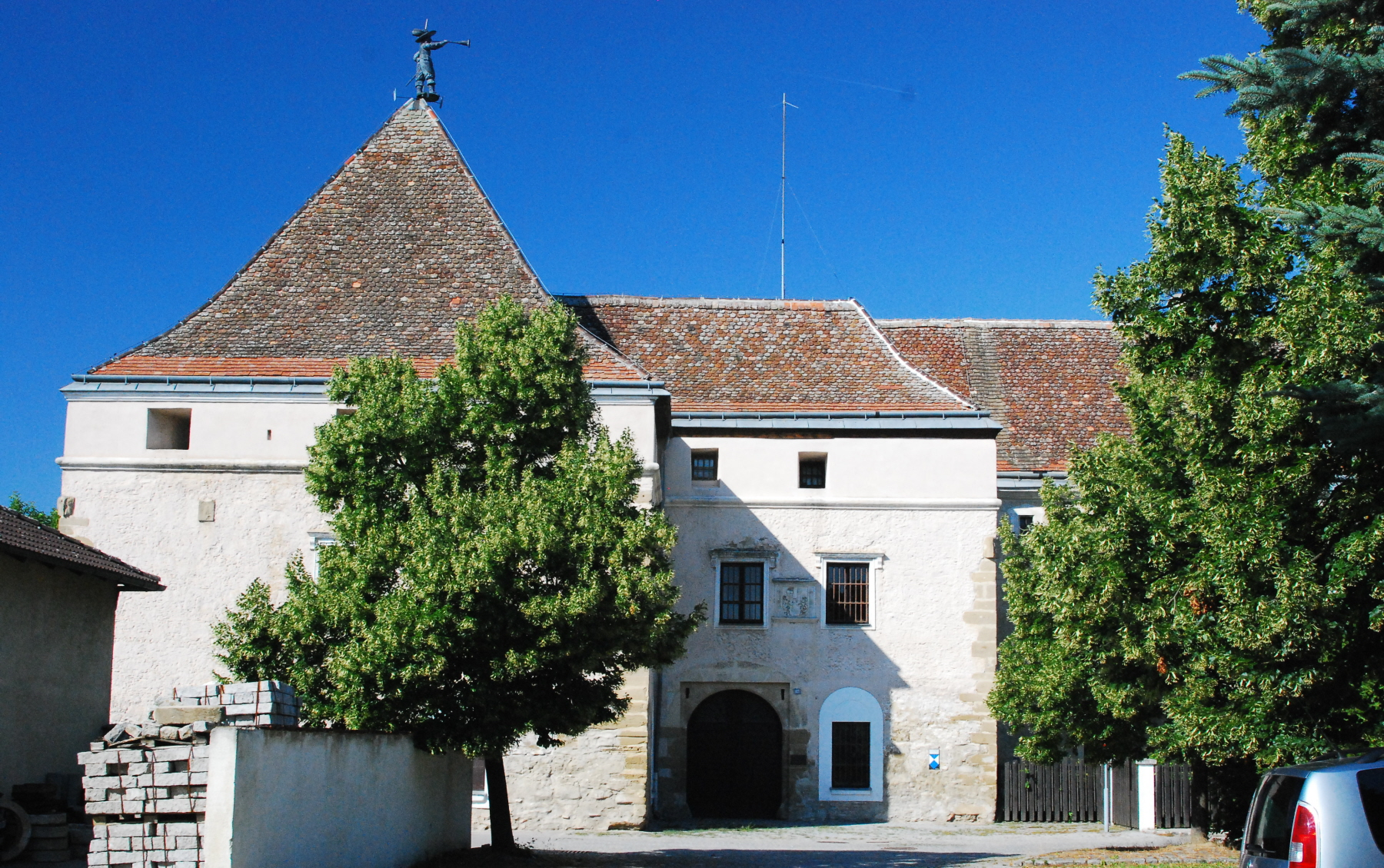
Schloss Göllersdorf – Justizanstalt (2011)

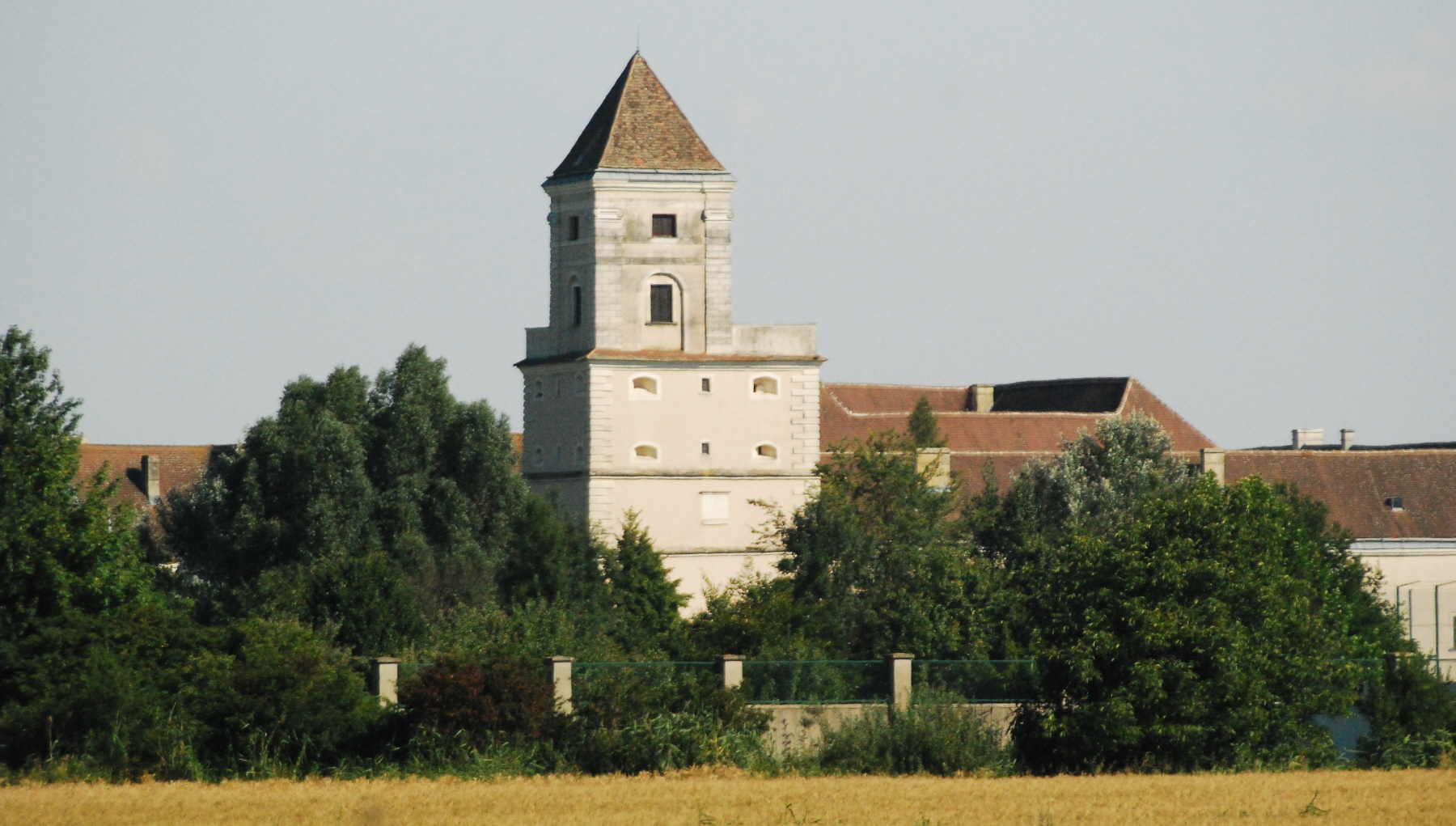
Schloss Göllersdorf (2011)

Die Justizanstalt ist im Gebäude von Schloss Göllersdorf untergebracht, einem Renaissancebau aus dem 16. Jahrhundert, in dem allerdings noch wesentliche Elemente aus der Zeit um 1460 enthalten sind. Es befand sich bereits seit dem 14. Jahrhundert im Besitz des Adelsgeschlechts Puchheim. Historisch bedeutsam wird das Göllersdorfer Schloss durch den hier am 14. April 1632 bei einer Begegnung zwischen Albrecht von Wallenstein und dem kaiserlichen Ersten Minister Johann Ulrich von Eggenberg abgeschlossenen Vertrag zwischen Kaiser Ferdinand II. und Wallenstein („Vereinbarung von Göllersdorf“), mit dem dieser wieder als Oberbefehlshaber der kaiserlichen Armee eingesetzt wurde. Die beiden hatten sich hier auf halbem Wege zwischen Wien und Wallensteins Hauptquartier in Znaim getroffen. Gastgeber und Vermittler war der Schlossherr, Generalfeldmarschall Johann Christoph III. Graf von Puchheim.
1711 erwarb durch Kauf und Adoption Melchior Friedrich Graf von Schönborn-Buchheim die Herrschaften Göllersdorf, Mühlberg und Aspersdorf. Sein Sohn Friedrich Carl von Schönborn beauftragte den Architekten Johann Lukas von Hildebrandt mit dem Umbau der auf dem Besitz befindlichen Veste Mihlberg in ein repräsentatives Landschloss (1711–1718), das noch heute der Familie Schönborn gehörende Schloss Schönborn. Während des Ersten Weltkrieges diente das Schloss Göllersdorf als Internierungslager für politisch unzuverlässige Personen, darunter als Irredentisten verdächtigte Personen aus den italienischsprachigen Landesteilen der Doppelmonarchie wie beispielsweise aus dem Österreichischen Küstenland. Anschließend wurde es als Militär- und Zivilhaftanstalt, als Bundeserziehungsanstalt und zuletzt als Arbeitshaus genutzt. Mit der Strafrechtsreform vom 11. Juli 1974 fiel diese Form der Haftunterbringung allerdings weg. Anschließend wurde das Gebäude durch das Bundesministerium für Justiz von der Familie Schönborn erworben und in eine Sonderanstalt für geistig abnorme Rechtsbrecher umgewandelt. Die frisch sanierte Justizanstalt Göllersdorf wurde schließlich im Jahr 1985 ihrer heutigen Bestimmung übergeben.

### Ermordung einer Therapeutin
Am 4. April 1995 wurde in der Justizanstalt Göllersdorf die Psychotherapeutin Veronika Kreuziger-Hitz durch den zu lebenslanger Haft verurteilten Franz Stockreiter ermordet (Franz Stockreiter stand in Vorbereitung zu seiner Haftentlassung), was zu einer veränderten Schwerpunktsetzung führte. Während bisher im therapeutischen Bereich vor allem die Vertraulichkeit, die Bedachtnahme auf eine möglichst unbeeinträchtigte Therapeuten-Klienten-Beziehung im Vordergrund stand, ist jetzt der Schutz der Angehörigen der Betreuungsdienste und eine verstärkte Überwachung durch Justizwachebeamte an erster Stelle. Diese erfolgt, je nach den örtlichen Gegebenheiten, durch eine optische Überwachung oder mit Hilfe von Personen-Notrufgeräten. Bei baulichen Änderungen wird zukünftig auch vorgesehen, dass sich die Zimmer, in denen Therapiesitzungen stattfinden sollen, in der Nähe von Räumen befinden, in denen sich regelmäßig Beamte der Justizwache aufhalten.

### Plan zur Erweiterung
Die als Forensisch-therapeutisches Zentrum (FTZ) bezeichnete Justizanstalt Göllersdorf soll nach einem Plan von April 2024 ab 2026 für die doppelte Zahl (200) von Häftlingen ausgebaut werden.